# Polska Cerekiew (stacja kolejowa)
Polska Cerekiew – stacja towarowa położona we wsi Polska Cerekiew. W przeszłości również obsługiwała ruch pasażerski, najpierw jako stacja, a następnie jako przystanek.

## Historia
Stacja Polska Cerekiew przed 1945 nosiła nazwę Groß Neukirch. Od 1898 do 2004 istniała jako stacja pasażerska. Po 2004 linia została zamknięta.